# Santa Maria Stella Maris (titolo cardinalizio)
Santa Maria Stella Maris (in latino Titulus Sanctae Mariae Stellae Maris) è un titolo cardinalizio istituito da papa Francesco il 7 dicembre 2024. Il titolo insiste sulla chiesa di Santa Maria Stella Maris a Lido di Ostia.
Dal 7 dicembre 2024 il primo titolare è il cardinale serbo Ladislav Német, S.V.D., arcivescovo metropolita di Belgrado.

## Titolari
- Ladislav Német, S.V.D., dal 7 dicembre 2024